# Wiesław Saniewski
Wiesław Saniewski (ur. 29 października 1948 we Wrocławiu) – polski reżyser i scenarzysta filmowy.

## Życiorys
Ukończył matematykę na Uniwersytecie Wrocławskim, po czym studiował scenariopisarstwo w Łodzi na PWSFTViT, które ukończył w 1980 roku. Był krytykiem filmowym i reportażystą. Zasiadał w jury na wielu festiwalach filmowych na całym świecie. Pracował jako dziennikarz i felietonista w miesięczniku „Odra”. Na początku drogi filmowej współpracował z Andrzejem Wajdą przy filmie Dyrygent, oraz z Sylwestrem Chęcińskim i Wojciechem Marczewskim. Wielokrotnie działał wbrew układom i polityce, przez co między innymi jego filmy były przez lata wstrzymywane przez cenzurę, zwolniono go pracy, a po pierwszej próbie generalnej z afisza ściągnięta została sztuka teatralna Nienasycenie na podstawie powieści Witkiewicza (Witkacego) we Wrocławskim Teatrze Współczesnym.  Nakazano spalić dekoracje, a zespół aktorski rozwiązano.
W 2017 roku za swoją twórczość w roku 2017 otrzymał Europejską Nagrodę Filmową Narodów, pod auspicjami Unii Europejskiej.
Autor książek takich jak:
- Wróżenie z kina
- Niewinność utracona w kinie
- Pierwszy stopień do piekła
- Nadzór
- Obcy musi fruwać
- Wolny strzelec pod nadzorem

Jest reżyserem kilku spektakli teatralnych i jednego teatru telewizji ("Dom kobiet"). W latach 1985–1988 był członkiem Rady Artystycznej Studia Filmowego im. Karola Irzykowskiego, a w latach 1987-1993 był wiceprezesem Stowarzyszenia Filmowców Polskich. Jest członkiem Rady Programowej miesięcznika "Odra".
Został członkiem honorowego komitetu poparcia Bronisława Komorowskiego przed przyspieszonymi wyborami prezydenckimi 2010 oraz przed wyborami prezydenckimi w Polsce w 2015 roku.

## Filmografia
Reżyseria
filmy fabularne
- Wielki świat (1971), fabularny film krótkometrażowy
- Wolny strzelec (1981), film TV, pokazany najpierw w kinach studyjnych
- Nadzór (1983)
- Sezon na bażanty (1985)
- Dotknięci (1988)
- Obcy musi fruwać (1993)
- Deszczowy żołnierz (1996)
- Bezmiar sprawiedliwości (2006)
- Wygrany (2011)

dokumenty
- Wracając do Marka (film wspomnieniowy o Marku Hłasce)
- Zwyczajna Świętość (o Urszuli Ledóchowskiej)
- Gombro w Berlinie (o Witoldzie Gombrowiczu)
- Banach. Między duchem a materią (o Stefanie Banachu)

Scenariusz
- Poza układem (1977)
- Wolny strzelec (1981)
- Nadzór (1983)
- Planeta krawiec (1983)
- Sezon na bażanty (1985)
- Dotknięci (1988)
- Obcy musi fruwać (1993)
- Deszczowy żołnierz (1996)
- Paradox Lake (2002)
- Bezmiar sprawiedliwości (2006)
- Wygrany (2011)

Aktor
- Poza układem (1977)

Producent
- Obcy musi fruwać (1993)
- Deszczowy żołnierz
- Bezmiar sprawiedliwości (2006)

## Nagrody
- Nagroda Don Kichota dla Nadzoru na FPFF w Łagowie 1984
- Nagroda PWSTFi TV im. Andrzeja  Munka za film Nadzór (1984)
- Nagroda Kulturalna „Solidarności” przyznawana przez Komitet Kultury Niezależnej, najlepszy film polski za film Nadzór (1985)
- Jednogłośna Nagroda FIPRESCI na MFF w Mannheim 1986
- Tytuł Wybitnego Filmu roku dla Nadzoru na MFF w Londynie 1986
- Nagrody za debiut, za zdjęcia i dla najlepszej aktorki na FPFF w Gdańsku 1985
- Nagroda dziennikarzy oraz nagroda za zdjęcia na FPFF Gdynia (rok 1988) i Nagroda Przewodniczącego Kinematografii nagroda za scenariusz i reżyserię (1989), obie za film Dotknięci
- Nagroda Miasta Wrocławia (1989)
- Nagroda Fundacji Jana Pawła II za całokształt twórczości, 1990
- Nagroda dla najlepszego filmu na MFF w Phoenix (USA) dla filmu Obcy musi fruwać
- Nagroda Fundacji Kultury Polskiej FPFF Gdynia za film Deszczowy Żołnierz w roku 1996
- Gold Award na MFF w Houston oraz nagroda niezależnych filmowców amerykańskich za wybitną reżyserię dla filmu Deszczowy żołnierz
- 2007 Grand Prix Tarnowska Nagroda Filmowa za film Bezmiar sprawiedliwości
- Wyróżnienie dziennikarzy na FPFF za film Bezmiar sprawiedliwości
- III nagroda na festiwalu w Łagowie za Bezmiar sprawiedliwości
- Nagroda za najlepszą muzykę Ogólnopolskiego Festiwalu Sztuki Filmowej „Prowincjonalia” (za film Bezmiar sprawiedliwości)
- Grand Prix na Amerykańskim Festiwalu Polskich Filmów w Chicago za Bezmiar sprawiedliwości
- W roku 2008 film Bezmiar sprawiedliwości na Międzynarodowym Festiwalu w Huston został wyróżniony nagrodą specjalną Jury, najważniejszą nagrodą obok Grand Prix
- "Biały słoń", nagroda krytyków i teoretyków rosyjskich dla najlepszego filmu polskiego na Festiwalu Filmów Polskich 'Wisła' w Moskwie za film Bezmiar sprawiedliwości, 2012
- Nagroda publiczności na FPFF w Tarnowie dla filmu Wygrany, 2011
- Nagroda publiczności na Amerykańskim Festiwalu Polskich Filmów Fabularnych w Chicago, 2011